# Prado (Castrelo de Miño)
Prado (llamada oficialmente Santa María de Prado de Miño) es una parroquia y un lugar español del municipio de Castrelo de Miño, en la provincia de Orense, Galicia.

## Toponimia
La parroquia también es conocida por el nombre de Santa María de Prado. 

## Organización territorial
La parroquia está formada por una entidad de población:
- Prado

## Demografía
Gráfica demográfica del lugar y parroquia de Prado según el INE español:
| Gráfica de evolución demográfica de Prado entre 2000 y 2022 |
|                                                             |
| Datos según el nomenclátor publicado por el INE.            |